# Herb Grubel
Herbert Gunter Grubel (1934, Fráncfort, Alemania) es un economista y antiguo político canadiense.
Es profesor emérito de economía en la Universidad Simon Fraser. También ha sido profesor en las universidades de Yale, Stanford, Chicago y Pennsylvania.
Una de sus contribuciones más importantes a la economía internacional es el índice de Grubel y Lloyd, utilizado para medir el volumen de comercio intrasectorial de un determinado producto.